# Fridtjof Nansens Institutt

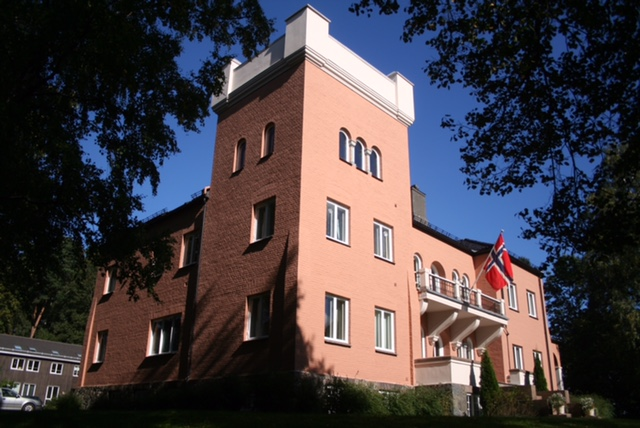
Fridtjof Nansens Institutt (FNI) finns i Fridtjof Nansens gamla hem på Polhøgda utanför Lysaker.

Fridtjof Nansens Institutt (engelska Fridtjof Nansen Institute, FNI) är ett fristående och oberoende norskt forskningsinstitut. Det grundades 1959 som den vetenskapliga grenen av Nansen-stiftelsen och har som uppgift att bedriva forskning i  Fridtjof Nansens intresseområden samhällsvetenskap och internationellt orienterad forskning om miljöfrågor, resurshantering och energi. 
FNI har ett särskilt fokus på politiska lösningar och internationella avtal relaterade till miljöutmaningar. Sedan 2013 har FNI toppat den årliga statistiken som det tydligaste av Norges 48 forskningsinstitut. Sommaren 2017 utsågs  institutet till Europas främsta tankesmedja inom energi- och miljöområdet i brittiska Prospect Magazines Think Tank Awards.
FNI är beläget i det som var Fridtjof Nansens bostad, vid Polhøgda i Lysaker utanför Oslo. Hans kontor finns kvar i det skick det var när han avled. Det drivs i enlighet med Nansens efterkommandes önskan att fastigheten inte ska användas ”... som museum, men försöka att användas på bästa sätt för att ha det som ett hem eller en arbetsplats, helst i samband med intressen som stod nära Nansens liv och arbete.”

## Huvudfokus

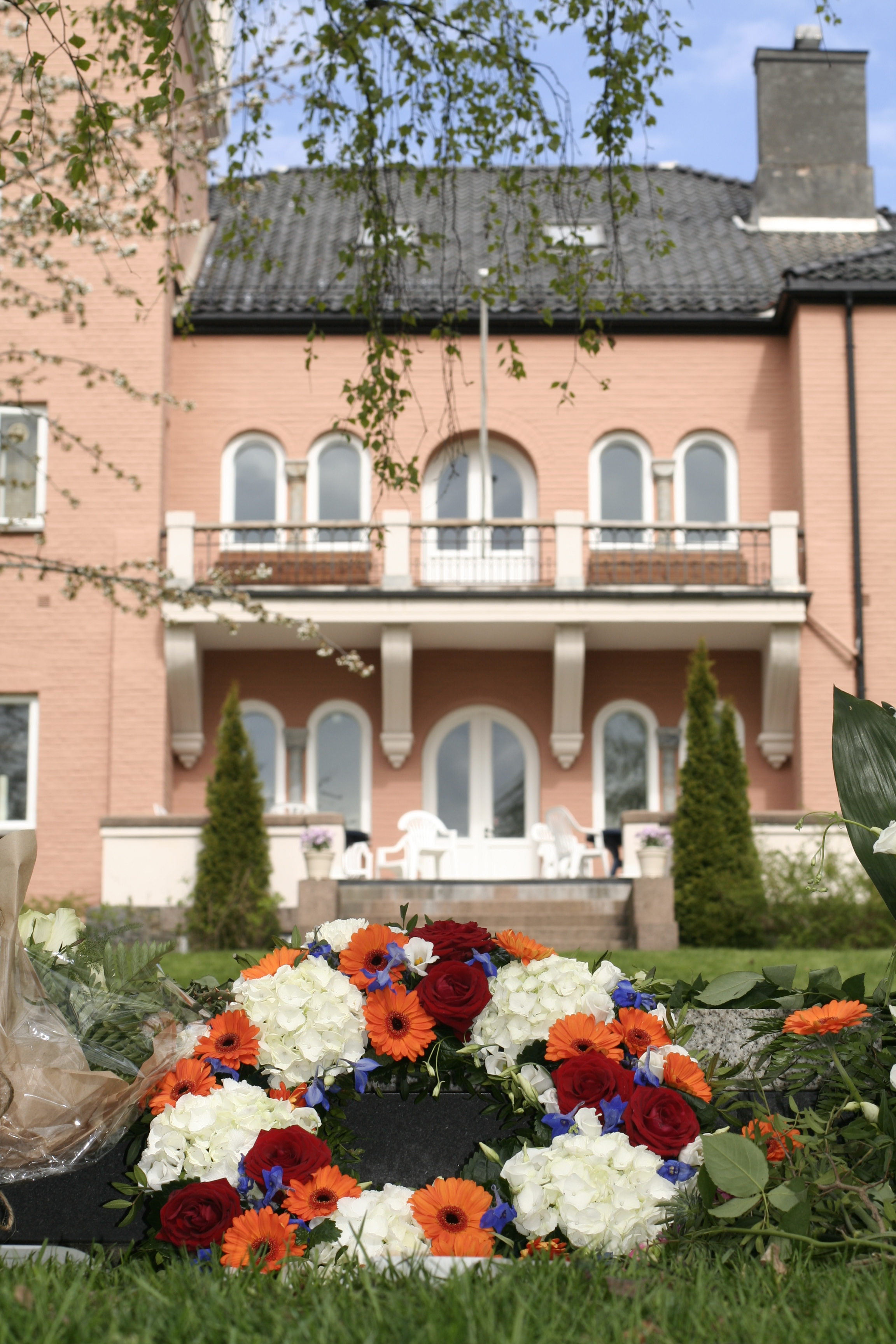
Fridtjof Nansens institut på Polhøgda utanför Lysaker. Fridtjof Nansens grav (i förgrunden) ligger i trädgården som omger institutet.

Gemensamt för det mesta av FNI:s forskningsarbete är att hantera gränsöverskridande miljöutmaningar och samhällslösningar i samband med dessa. Dessutom har institutet särskild kompetens inom utvalda regioner och deras miljö- och resurspolitik, främst Ryssland, Kina och EU.
Institutets forskningsarbete är uppdelat i följande sju kärnområden:
- Global miljöpolitik och miljölagstiftning
- Klimatpolitik
- Havslagstiftning och havspolitik
- Biologisk mångfald och genresurser
- Polarpolitik och rysk politik
- Europeisk energi- och miljöpolitik
- Kinesisk energi- och miljöpolitik

Institutionens forskningsarbete finansieras dels av ett grundläggande bidrag från utbildningsministeriet, dels med projektfinansiering från Norges forskningsråd och andra offentliga institutioner, samt från privata organisationer och företag. Europeiska kommissionen och internationella forskningsstiftelser bidrar också till driften. 

## Historia
Namnet Fridtjof Nansen-institutet introducerades formellt först 1990, men institutet har varit aktivt sedan starten 1958, då under namnet Fridtjof Nansen Foundation. Förutom att hantera själva fastigheten ska stiftelsen också "bedriva eller stödja forskning i samband med intressen som låg Nansen nära." 
För att följa upp åtagandena att fortsätta det arbete Nansen bedrev, sökte man från första stund projekt inom interpersonell förståelse. Ursprungligen hade institutet främst fokus på havsrätt och även polarforskning. På detta sätt har Polhøgda utvecklats till en erkänd forskningsmiljö för studier av internationell miljö-, resurs- och energipolitik.

## Nyare tid
Under de senaste åren har FNI utmärkt sig akademiskt på ett antal områden, inklusive forskning relaterad till Antropocen, utmaningar relaterade till Arktis och Antarktis,  klimatförändring och klimatpolitik, havsrätt och hantering av biologisk mångfald samt reglering av genetiska resurser. Sommaren 2017 hedrades institutet med utmärkelsen för Europas främsta inom energi och miljö av det brittiska Prospect Magazine. Enligt arrangören hölls prisutdelningen för att fira framstående forskningsinstitutioner och internationella tänkare. FNI nominerades tidigare i två kategorier - energi och miljö och internationell politik – och vann därmed segern i den första kategorin. Detta är första gången ett norskt institut tilldelas utmärkelsen.
Även 1919 vann FNI The Think Tank Award. I år blev institutet valt till 'bästa europeiska tankesmedja inom miljö, vetenskap och hälsa'. Både 2017 och 2018 tog intstitutet hem priset som 'bästa europeiska tankesmedja inom energi och miljö'.